# Aeroporto di Ancona-Falconara
L'Aeroporto di Ancona-Falconara (IATA: AOI, ICAO: LIPY), ufficialmente Aeroporto internazionale di Ancona, chiamato anche Aeroporto delle Marche, è un aeroporto internazionale italiano situato a 18 km dal centro della città di Ancona, a Castelferretti, nel comune di Falconara Marittima. È intitolato a Raffaello Sanzio, il celebre pittore marchigiano.
Per quanto riguarda il traffico passeggeri, vi operano sei vettori aerei, oltre a compagnie charter internazionali. A partire dall'anno 2000, il numero dei passeggeri si è attestato sulle 400.000-600.000 unità. Nel decennio 2014-2024 l'aeroporto di Ancona ha oscillato tra la venticinquesima e la ventisettesima posizione italiana per traffico passeggeri.
Per quanto riguarda il settore merci, volano regolarmente DHL Aviation, FedEx Express e UPS Airlines, e nel decennio 2014-2024 l'aeroporto di Ancona ha oscillato tra la nona e l'undicesima posizione italiana per traffico merci. Il Ministero delle Infrastrutture ha inserito l'aeroporto tra i nove scali strategici nazionali per il settore merci.
La struttura è dotata di una pista di volo di 2.991 x 45 m e di un'area di stazionamento di superficie 52 780 m² con 14 stand aeromobili remoti.
L'aerostazione è composta da due edifici per passeggeri (arrivi e partenze), ciascuno di 6 300 m² e da un terminale merci con un'area di stoccaggio di 1 800 m².
All'interno della zona aeroportuale opera l'Aero Club di Ancona, con servizio di rifornimento carburante e scuola di volo FTO.

## Storia

### Antefatti
Negli anni Venti del Novecento, il traffico aereo commerciale in Italia faceva largamente uso di idrovolanti. Nel 1924, nel porto di Ancona fu inaugurato un idroscalo, il cui traffico fu gestito dalla Società Italiana Servizi Aerei. Oltre ai voli per Venezia e Trieste, tra il 1928 al 1943 fu attivo anche un servizio giornaliero diretto a Zara, all'epoca città italiana, sulla costa dalmata. L'idroscalo era intitolato a Sanzio Andreoli.
L'aeroporto militare di Ancona, del 1916, si trovava all'Aspio, e dopo la Prima Guerra Mondiale fu adibito anche a scopi civili, ma risultò insufficiente per le esigenze della città. Dopo che papa Benedetto XV, nel 1920, dichiarò la Madonna di Loreto patrona dell'aviazione, nel 1923 fu costruito un aeroporto a Loreto, intitolato a Luigi Olivi; dal 1929 al 1931 Loreto fu scalo dei voli di linea della Transadriatica tra Venezia e Brindisi. Presto anche questo aeroporto fu considerato inadeguato per le esigenze di Ancona.

### Origine

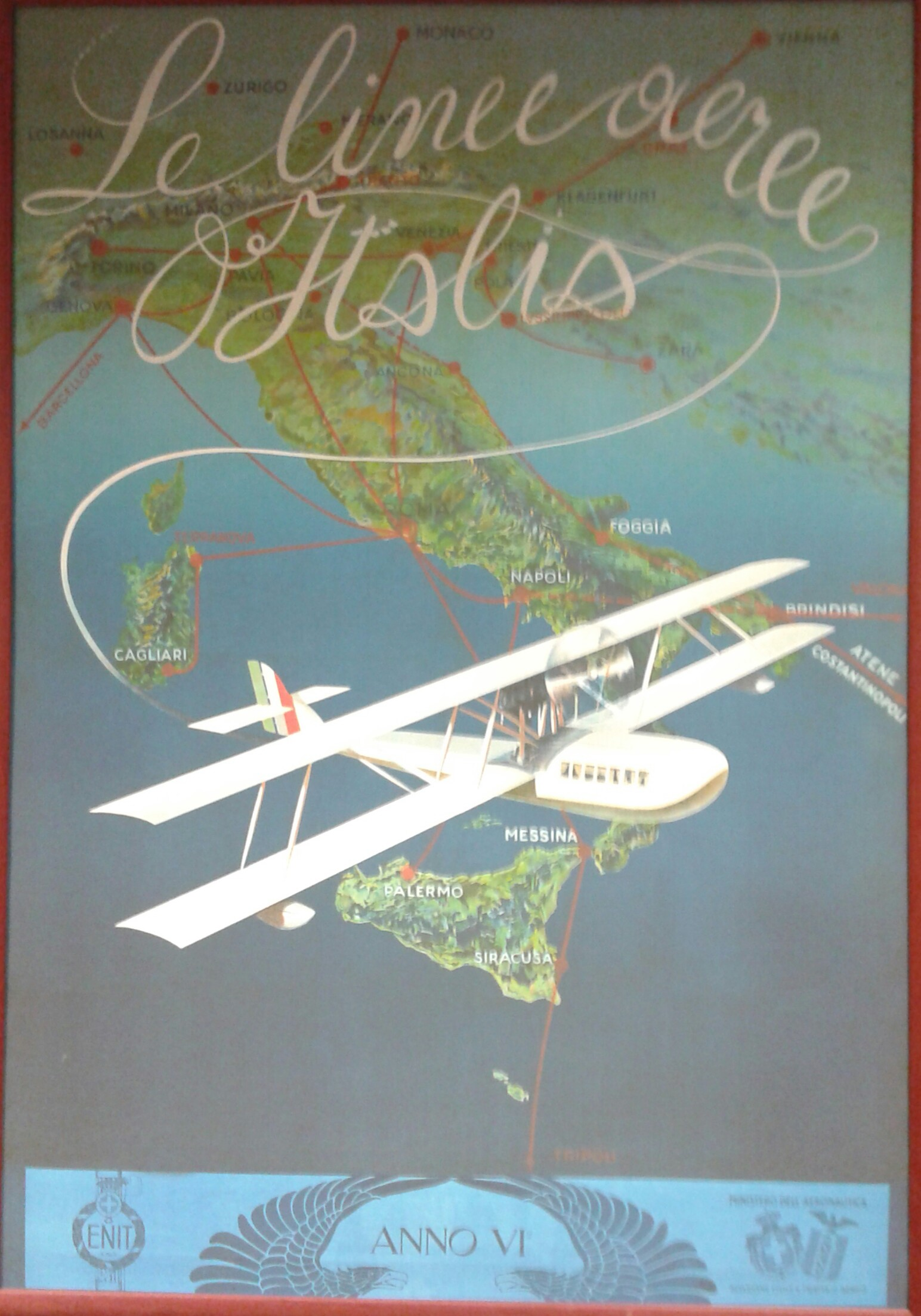
Le linee aeree nel 1929, in cui sono tracciate la linea Ancona-Milano e Ancona-Foggia. La linea per Roma non è presente, perché fu attivata nel 1935.

Già nel 1929 la provincia di Ancona aveva richiesto la costruzione di un apposito aeroporto commerciale nei pressi di Ancona. Quell'anno il Ministero dell'Aeronautica diede seguito alla richiesta, scelse come sede la località “contrada Fiumesino” di Falconara e vi allestì immediatamente un aeroporto, costato 2.000.000 di lire. Il 30 ottobre 1932 l'aeroporto fu ufficialmente inaugurato, sostituendo così quello di Loreto. Lavori di ampliamento si protrassero fino al 1934.
Vennero subito attivati i collegamenti con Milano e con Foggia, seguiti nel giugno 1935 da quello con Roma, operato dalla compagnia Ala Littoria; lo scoppio della Seconda Guerra Mondiale interruppe i voli di linea.
Nel 1936 fu istituita a Falconara una scuola di volo militare e nel luglio 1939 l'aeroscalo fu intitolato a Danilo Barbicanti, pilota anconitano morto nel 1931 nel corso della "Crociera Atlantica del Sud".
Il primo marzo 1938 fu installata ed resa operativa la stazione meteorologica di Ancona Falconara.

### Periodo bellico

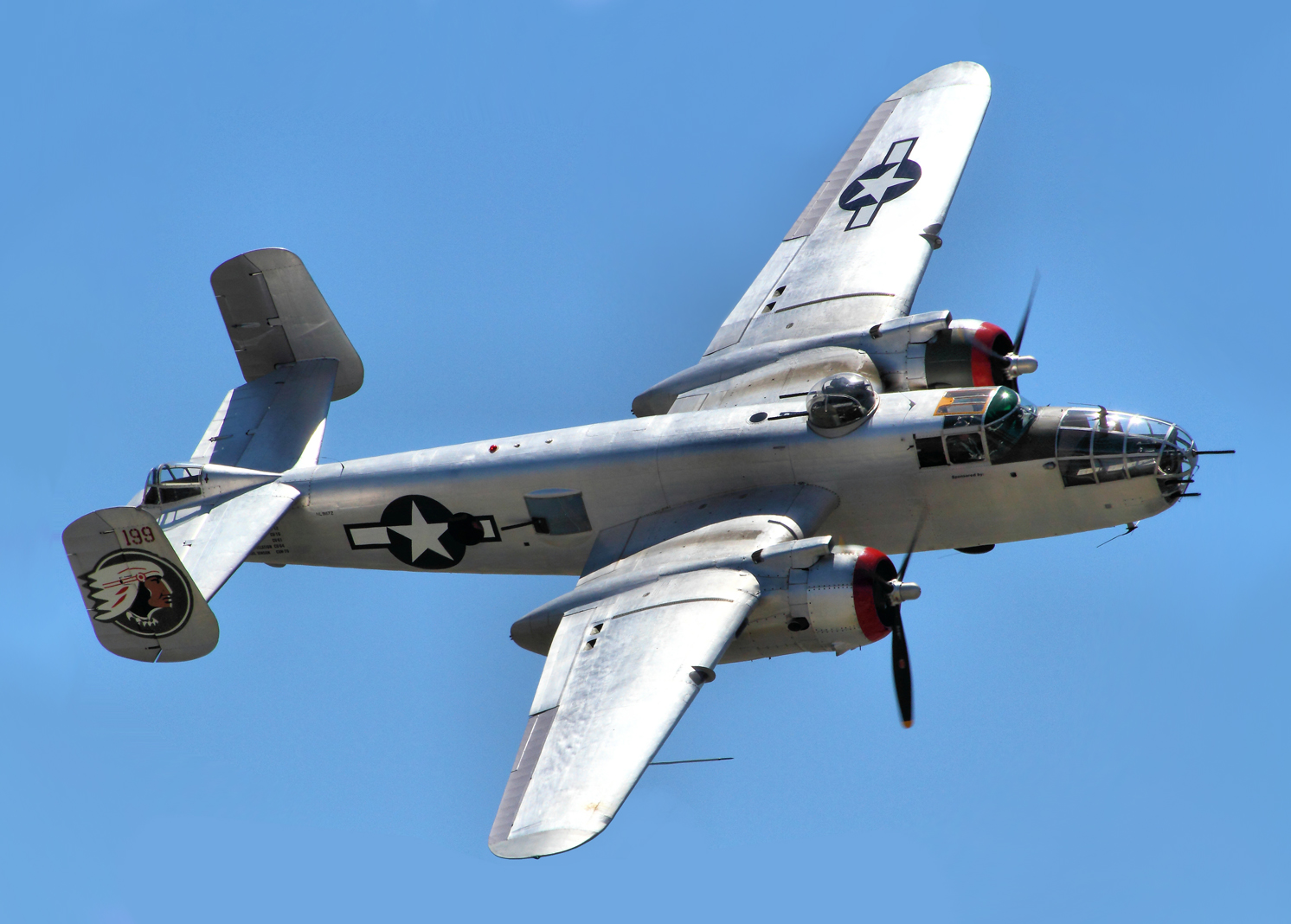
L'aeroporto di Ancona, durante la Seconda guerra mondiale, era utilizzato dall'aviazione militare statunitense come base dei B 25.

Durante la Seconda guerra mondiale l'aeroporto fu adibito a soli usi militari. Dopo l'armistizio fu occupato dai tedeschi; dopo la liberazione di Ancona, nel luglio 1944, fu occupato dall'aviazione alleata. Durante il suo uso militare, l'aeroporto venne notevolmente ampliato ed interessato da una intensa attività bellica da parte della RAF inglese e da parte dell'aviazione militare statunitense, per l'utilizzo dei velivoli B 25, del 321º gruppo di bombardamento (321st Bombardment Group ). Venne riconsegnato alle autorità italiane nell'aprile del 1946.
Nel 1950 fu previsto di adibire l'aeroporto a base NATO e per questo motivo la pista fu sottoposta a grandi lavori di adeguamento. Decaduto il progetto della base NATO, per Falconara rimase lo status di aeroporto militare aperto al traffico civile.
La presenza militare rallentò i lavori di ripristino aeroportuali, al punto che ancora nel 1962 l'aerostazione civile di Falconara aveva strutture provvisorie e inadeguate.
Nel 1960, la Provincia e altri enti territoriali iniziarono un'attività promozionale per potenziare le strutture aeroportuali e incentivare i voli; si trattava del comune di Ancona, dell'Ente provinciale del turismo, dei comuni di Falconara, Jesi, Senigallia, Chiaravalle, dell'Aero Club di Ancona e delle aziende di soggiorno e turismo di Falconara e Senigallia. Risalgono infatti al 1963 i primi collegamenti fissi bisettimanali con Roma, Pescara e Milano e al 1964 quelli con Bari e Venezia.

### Il potenziamento con l'Aerdorica

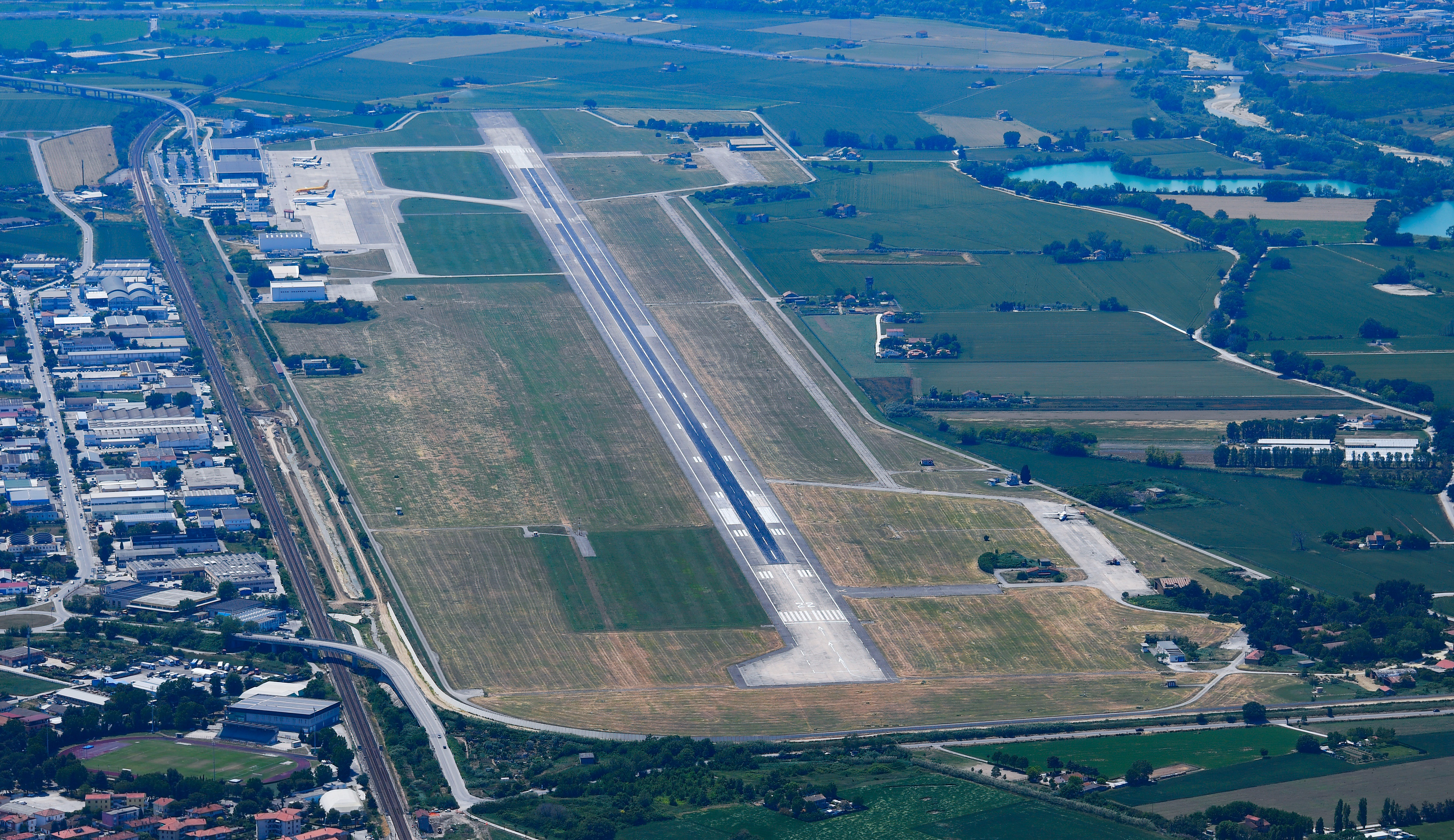
Aeroporto di Ancona-Raffaello Sanzio visto in volo.

Nel 1965 con la spesa di 67.000.000 di lire gli Enti coinvolti costruirono una nuova aerostazione completa di uffici e di alcuni servizi e il 5 febbraio 1968 costituirono l'Aerdorica S.r.l. con lo scopo di promuovere il traffico aeroportuale, di provvedere alla gestione dei servizi, di progettare e costruire un aeroporto ampliato per soddisfare le aumentate esigenze di trasporto aereo civile. Presidente della società fu per più di vent'anni Giuseppe Serrini.
La Società predispose il piano regolatore generale dello scalo e acquistò i terreni destinati a formare il primo nucleo per la sede del nuovo aeroporto civile. I lavori iniziati nel 1977 portarono all'inaugurazione dell'aeroporto civile, intitolato a “Raffaello Sanzio”, nei pressi di Castelferretti, il 16 luglio 1981.
Una vasta opera di ammodernamento si è conclusa nel giugno 2004 con l'inaugurazione della nuova aerostazione, progettata da Volkwin Marg, appartenente al più grande studio di architettura tedesco e uno dei maggiori in Europa: Gerkan, Marg and Partners.
I due edifici dell'aerostazione, dedicati alle partenze e agli arrivi, sono a pianta rettangolare e completamente vetrati; le facciate in vetro, le strutture in acciaio e l'assenza di pilastri interni consentono una percezione dello spazio interno ed esterno senza ostacoli visivi. L'assenza di pilastri interni è permessa dal fatto che l'intera copertura, in alluminio, poggia sulle colonne perimetrali, attraverso travi reticolari d'acciaio di 48 m e con interasse di 7.2 m.
All'interno dell'aeroporto è presente un impianto fotovoltaico di 870 m² che genera circa il 25% dell'energia elettrica necessaria al funzionamento della torre di controllo.
Sull'aeroporto operava fino al 2012 il 5º Nucleo Elicotteri dell'Arma dei Carabinieri, che con i suoi A109 copriva i territori di Marche e Abruzzo.

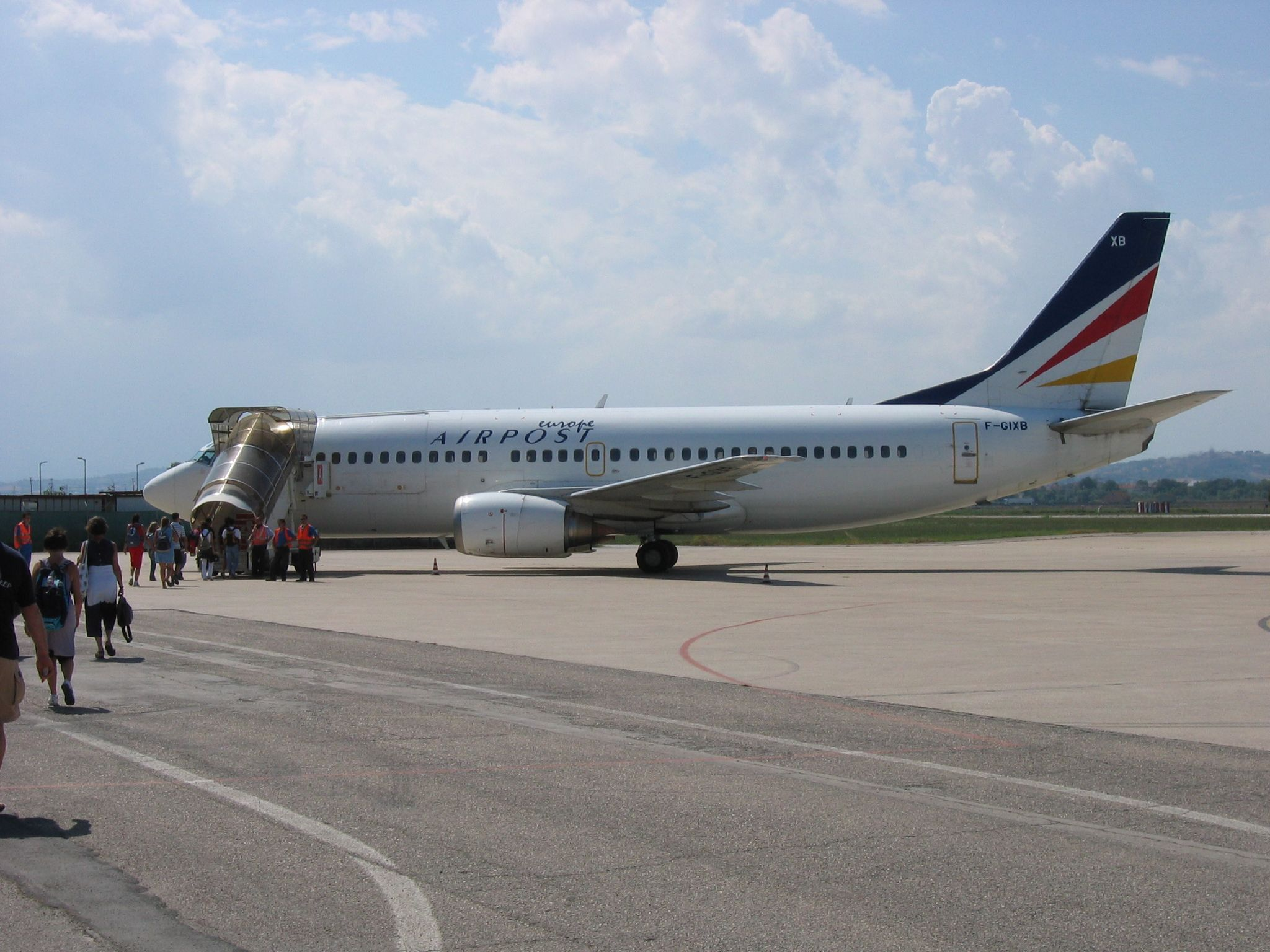
Il Boeing 737-300 marche F-GIXB della compagnia aerea francese Europe Airpost in sosta all'aeroporto
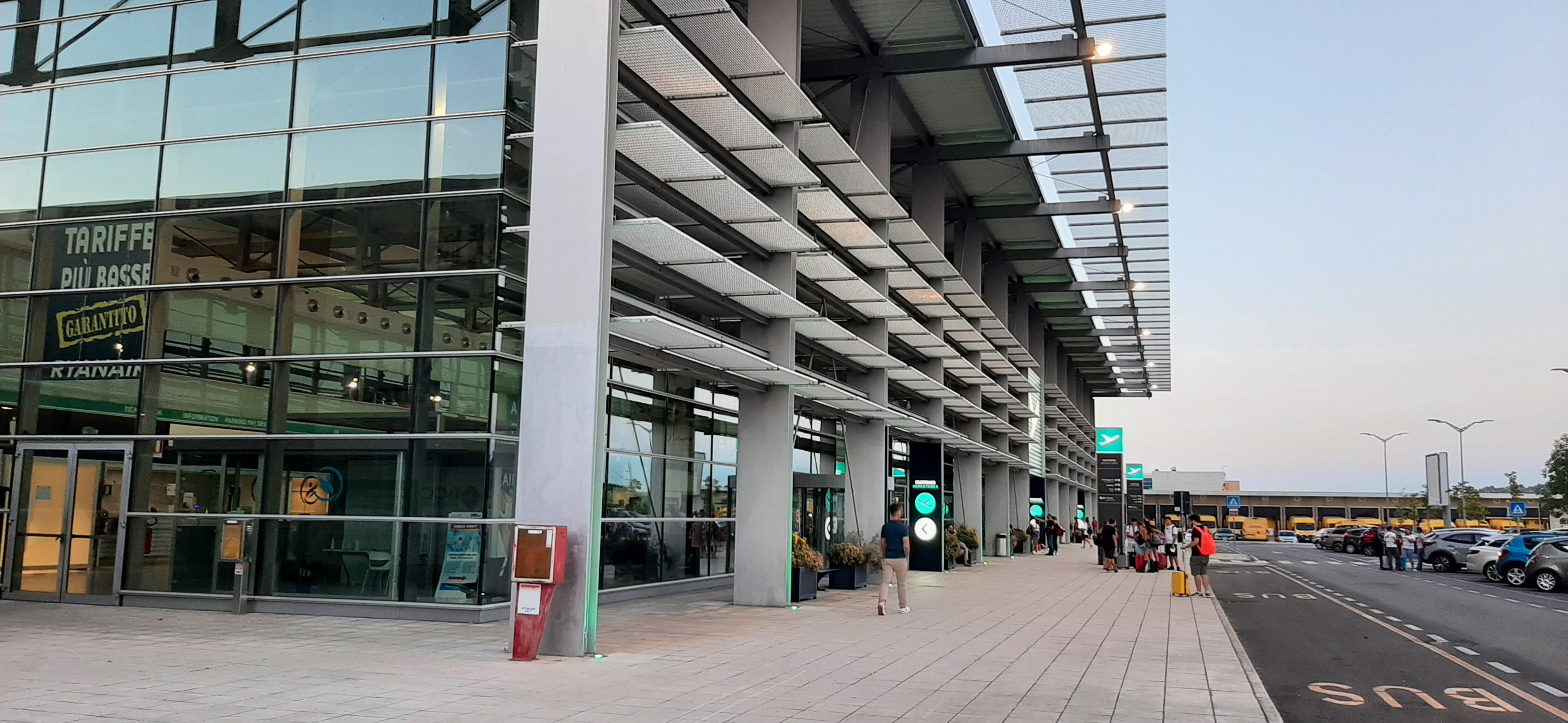
Terminale delle partenze (progetto Gerkan, Marg and Partners)
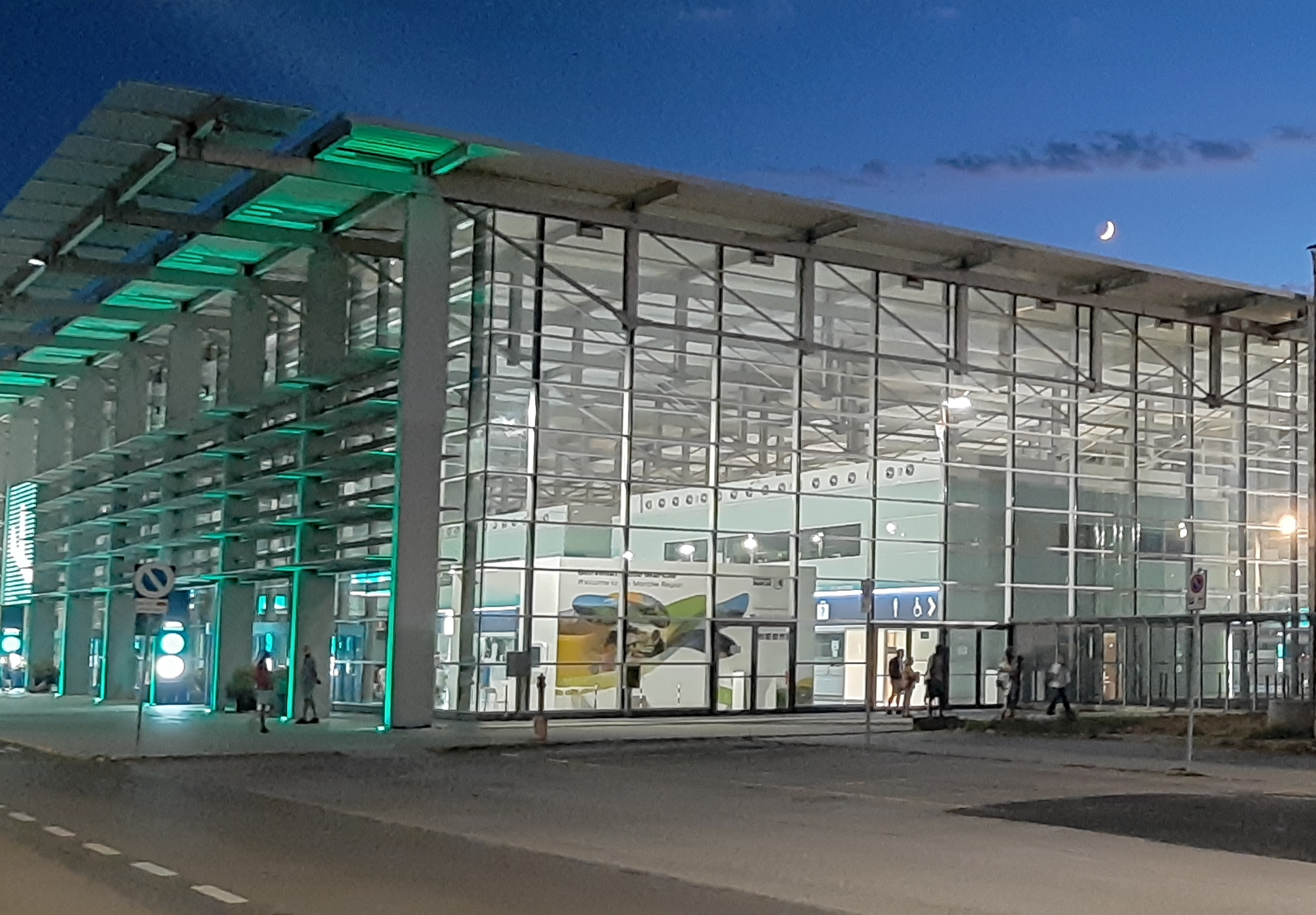
Veduta notturna, che mostra anche gli interni privi di pilastri del terminale degli arrivi (progetto Gerkan, Marg and Partners)

### Nuova gestione
Sino al 2021 l'aeroporto era gestito dalla società Aerdorica SpA, con capitale sociale per circa l'80% della Regione Marche, per il 15% circa di imprenditori locali e per il restante 5% della Provincia di Ancona e del Comune di Ancona. Il 7 agosto 2015 la Regione Marche e gli altri soci approvarono l'ingresso, come socio di maggioranza al 53%, della Novaport Italia, che si riprometteva di aumentare la quota societaria successivamente, ma il 28 ottobre 2015 l'Enac congela la privatizzazione dell'aeroporto e quindi l'operazione viene bloccata.
Nel decennio 2010-2020 varie inchieste giudiziarie hanno coinvolto l'Aerdorica, provocando tra l'altro molti problemi di immagine.
Nel 2019 il pacchetto di maggioranza della società di gestione Aerdorica è stato venduto dalla Regione Marche al fondo privato Njord Partners.
Dal giugno del 2021, nella gestione dell'aeroporto, all'Aerdorica è subentrata l'Ancona International Airport Spa. A ciò si è aggiunto il cambio di denominazione dello scalo, ora ufficialmente "Aeroporto Internazionale di Ancona - Raffaello Sanzio ("Ancona international airport - Raffaello Sanzio").

## Traffico

### Passeggeri
Fino al 1992 l'aeroporto ha avuto un lento sviluppo: dai 10.000 passeggeri annui degli anni '60 si arrivò ai 70.000 negli anni '80 e agli oltre 100.000 degli anni '90.
Nel 1993, durante la Guerra in Bosnia ed Erzegovina, l'aeroporto è stata la base del ponte aereo umanitario Falconara-Sarajevo, attivato dall'UNHCR, l'Alto commissariato delle Nazioni Unite per i rifugiati; il ponte è rimasto attivo per tre anni; ciò ha indotto un cambiamento dell'immagine dell'aeroporto per l'importante ruolo e la notorietà ottenuta nel mondo.
Dal 1993 l'attività di volo ha avuto un incremento sostanziale raggiungendo nel 1996 circa 300.000 passeggeri e nel 2011 i 600.000.
Altro appuntamento importante è stato il Giubileo del 2000, che ha trovato pronto l'aeroporto di Falconara ad affrontare l'aumento di traffico per l'intenso turismo religioso diretto verso la vicina città di Loreto.

### Destinazioni
Il rilancio dell'aeroporto, con i numerosi nuovi voli attivati nel periodo 2022-2023, è attribuito ad alcune peculiari caratteristiche dello scalo: una pista di tre chilometri, la vicinanza al mare, l'assenza di barriere urbanistiche nel raggio di dieci chilometri, la vicinanza al porto di Ancona, ai primi posti in Italia per traffico internazionale di veicoli e passeggeri (15 km) e all'interporto di Jesi (7 km). 
Nella tabella sottostante sono indicate le destinazioni direttamente raggiungibili con voli di linea dall'aeroporto di Ancona-Falconara. Nel 2023 stato inoltre sottoscritto l’accordo con la Regione e il Consiglio Nazionale delle Ricerche che prevede il lancio di microsatelliti su cui testare strumentazioni legate al settore aerospaziale
| destinazione                       | nazione     | compagnia |
| ---------------------------------- | ----------- | --------- |
| Barcellona-El Prat                 | Spagna      | Volotea   |
| Bruxelles-Charleroi                | Belgio      | Ryanair   |
| Catania-Fontanarossa               | Italia      | Volotea   |
| Catania-Fontanarossa               | Italia      | Ryanair   |
| Cracovia-Balice (volo stagionale)  | Polonia     | Ryanair   |
| Düsseldorf-Weeze (volo stagionale) | Germania    | Ryanair   |
| Londra-Stansted                    | Regno Unito | Ryanair   |
| Milano-Linate                      | Italia      | SkyAlps   |
| Monaco di Baviera                  | Germania    | Lufthansa |
| Napoli                             | Italia      | SkyAlps   |
| Olbia (volo stagionale)            | Italia      | Volotea   |
| Palermo-Punta Raisi                | Italia      | Volotea   |
| Parigi-Orly                        | Francia     | Volotea   |
| Roma-Fiumicino                     | Italia      | SkyAlps   |
| Tirana                             | Albania     | Wizz Air  |

### Merci
Nel 2023 il totale delle merci ha raggiunto il valore di 6 978 tonnellate. Quest'ultimo dato pone l'aeroporto di Ancona all'undicesimo posto tra gli aeroporti italiani e al secondo posto tra gli aeroporti adriatici, dopo Venezia.
| Vettore       | Destinazioni              |
| ------------- | ------------------------- |
| DHL Aviation  | Milano-Malpensa, Sarajevo |
| FedEx Express | Roma-Fiumicino            |
| UPS Airlines  | Bergamo, Colonia-Bonn     |

## Servizio per il controllo del traffico aereo (ATC)
Il servizio è fornito da ENAV, che attraverso "Falconara Avvicinamento/Approach" svolge contemporaneamente il controllo nella zona di traffico di aeroporto (ATZ) e nella zona di controllo (CTR) di Falconara. Il servizio di controllo del traffico aereo (ATC) si basa su un controllo di tipo procedurale in cui viene applicata una separazione orizzontale di 10 miglia nautiche (19 km) e verticale di 1 000 piedi (300 m).
Lo spazio aereo è di classe D e ciò significa che viene applicata la separazione tra tutti i voli IFR (strumentali) e che viene fornito un servizio di informazione tra voli IFR e quelli VFR (a vista). Su richiesta del pilota, è svolto anche il servizio di allerta del traffico ed elusione di collisione (TCAS); inoltre sono attivi il servizio di informazione al volo e il servizio di allarme. Lo svolgimento del ruolo di controllo di avvicinamento e di torre da parte di una stessa persona facilita il coordinamento tra il traffico in arrivo e quello in partenza.

## Avvicinamento strumentale
La pista 04 non è dotata di alcun tipo di avvicinamento strumentale.
La pista 22 è dotata di un avvicinamento strumentale di precisione CAT I.
Il regolamento ENAC per la CAT I prevede:
- altezza di decisione (Decision Height - DH) non inferiore a 60 metri (200ft)
- visibilità generale non inferiore a 800 metri o portata visiva di pista (Runway Visual Range – RVR) non inferiore a 550 metri.

## Dati di traffico
Questo grafico non è disponibile a causa di un problema tecnico.
Si prega di non rimuoverlo.
Vedi la query Wikidata di origine.
| Anno | Passeggeri      | Movimenti      | Cargo            |
| ---- | --------------- | -------------- | ---------------- |
| 2000 | 433.729 - 1,6%  | 19.642 - 21,0% | 4.879 - 4,1%     |
| 2001 | 451.379 - 4,1%  | 19.450 - 1,0%  | 5.226 - 7,1%     |
| 2002 | 463.837 - 2,8%  | 19.977 - 2,7%  | 5.903 - 13,0%    |
| 2003 | 522.373 - 12,6% | 19.320 - 3,3%  | 5.468 - 7,4%     |
| 2004 | 528.425 - 1,2%  | 19.234 - 0,4%  | 5.880 - 7,5%     |
| 2005 | 485.929 - 8,0%  | 18.861 - 1,9%  | 4.973 - 15,4%    |
| 2006 | 481.588 - 0,9%  | 14.711 - 22,0% | 5.302 - 6,6%     |
| 2007 | 500.126 - 3,8%  | 13.921 - 5,4%  | 6.128 - 15,6%    |
| 2008 | 416.331 - 16,8% | 14.337 - 3,3%  | 6.441 - 5,1%     |
| 2009 | 432.806 - 4,0%  | 12.688 - 11,7% | 5.616 - 12,8%    |
| 2010 | 520.410 - 20,2% | 15.241 - 20,1% | 6.274 - 11,7%    |
| 2011 | 610.525 - 17,3% | 15.995 - 4,9%  | 6.996 - 11,5%    |
| 2012 | 564.576 - 7,5%  | 14.828 - 7,3%  | 6.864 - 1,9%     |
| 2013 | 503.392 - 10,8% | 13.264 - 10,6% | 6.656 - 3,0%     |
| 2014 | 480.673 - 4,51% | 12.764 - 3,77% | 6.990 - 5,02%    |
| 2015 | 521.065 - 8,4%  | 12.395 - 2,9%  | 6.723,9 - 3,8%   |
| 2016 | 482.580 - 7,4%  | 11.741 - 5,3%  | 6.087,4 - 9,5%   |
| 2017 | 485.037 - 0,5%  | 11.083 - 5,6%  | 6.808,6 - 11,8%  |
| 2018 | 452.567 - 6,7%  | 9.848 - 11,1%  | 6.740,59 - 1,0%  |
| 2019 | 489.835 - 8,2%  | 11.644 - 18,2% | 7.021,33 - 4,2%  |
| 2020 | 150.678 - 69,2% | 6.978 - 40,1%  | 5.581,28 - 20,5% |
| 2021 | 241.242 - 60,1% | 8.960 - 28,4%  | 6.896 - 23,6%    |
| 2022 | 467.622 - 93,8% | 10.791 - 20,4% | 7.592,5 - 10,1%  |
| 2023 | 518.009 - 10,9% | 10.670 - 1,10% | 6.978,1 - 8,9%   |
| 2024 | 600.065 - 15,8% | 11.926 - 11,8% | 6.572,3 - 8,9%   |

## Collegamenti

### Linee di autobus
Il servizio navetta "Aerobus Raffaello" della Conerobus collega l'aeroporto con le città di Ancona e Falconara Marittima; in direzione dello scalo, effettua le seguenti fermate:
- Ancona - Piazza Cavour;
- Ancona - Piazza Kennedy;
- Ancona - Stazione Centrale;
- Ancona - Stazione Torrette;
- Falconara - Stazione.

Gli orari sono programmati in modo da raggiungere il terminal delle partenze un'ora prima del decollo. Per i passeggeri in arrivo, invece, la navetta parte 25 minuti dopo l'arrivo di ogni volo.
Altro collegamento diretto con la Stazione Centrale di Ancona è la linea J della società Conerobus, attiva nelle ore di punta a supporto del servizio navetta. È attivo anche un servizio navetta per Civitanova Marche, Pedaso, Porto San Giorgio, Grottammare, San Benedetto del Tronto e Ascoli Piceno, operato dall'agenzia di viaggi Finalmente Tours; il tragitto completo si compie in circa due ore.

### Auto
Per chi proviene da ovest, l'aeroporto è raggiungibile in auto dalla Statale 76 imboccando l'uscita 21. Invece per chi arriva dall'autostrada Adriatica A14 il casello di uscita è Ancona Nord, da cui ci si immette nella Statale 76 e si imbocca l'uscita 21, immediatamente successiva a quella di immissione.
Per chi raggiunge lo scalo con la propria auto sono disponibili 290 posti adibiti alla sosta breve e 350 alla sosta lunga, a pagamento. Altro parcheggio utilizzabile con servizio navetta è a 100 metri dal casello Ancona Nord dell'A14.

### Treno
La stazione di Castelferretti-Falconara Aeroporto delle Marche, posta sulla linea Ancona-Roma è situata di fronte al terminal delle partenze. Da qui si possono prendere treni regionali sia per arrivare alla Stazione Centrale di Ancona, sia raggiungere le altre località della provincia toccate dalla transappenninica, quali Jesi e Fabriano. I treni da/per Ancona impiegano circa 15'.

## Autonoleggio
Diverse compagnie di autonoleggio operano presso l'aeroporto.

## Servizi
- Accessibilità per portatori di handicap
- Ascensori e Scale mobili
- Banca Marche
- Biglietteria con sportello
- Cappella cattolica
- Check-in veloce
- Deposito bagagli
- Farmacia
- Polizia di frontiera
- Pronto soccorso e Vigili del fuoco
- Punto informazioni e prenotazione
- Sala d'attesa
- Sale riunioni
- Servizi Igienici
- Telefono pubblico
- Ufficio doganale

Collegamenti
- Autobus
- Autonoleggio
- Parcheggio
- Stazione ferroviaria esterna
- Taxi

Svago
- Bar e ristorazione rapida
- Negozi Duty free
- Edicola e Tabacchi
- Ristorante